# Jan van de Velde (II)

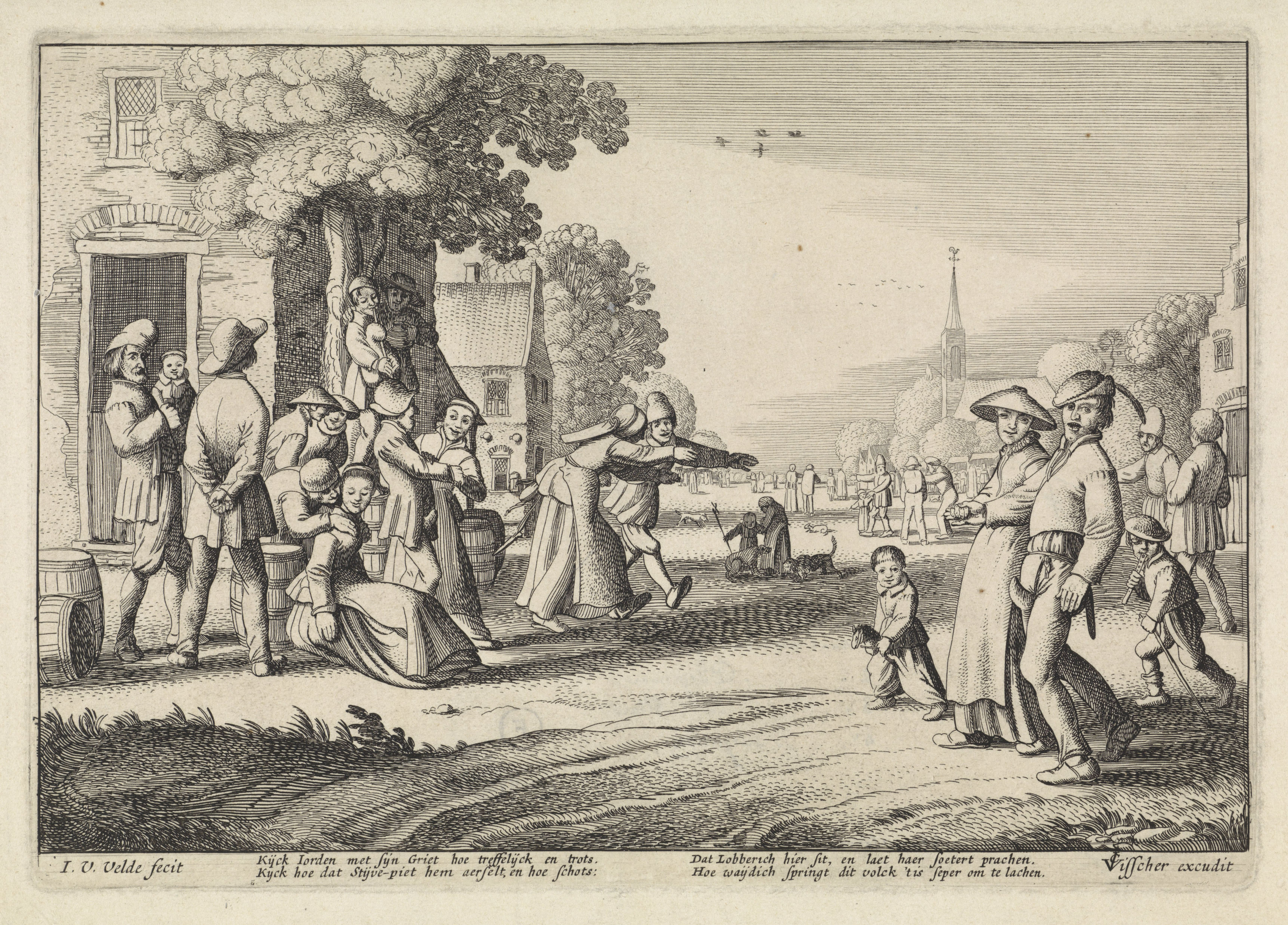
Dansende boeren tijdens een dorpsfeest, Rijksmuseum Amsterdam

Jan van de Velde (1593 - Enkhuizen,  1641) was een Nederlands kunstschilder, tekenaar en bovenal prentkunstenaar uit de periode van de Gouden Eeuw. Hij was een zoon van de oorspronkelijk uit Antwerpen afkomstige kalligraaf Jan van de Velde (I) en de vader en leermeester van de stillevenschilder Jan van de Velde (III). Er zijn bronnen die aangeven dat Jan een broer was van Esaias van de Velde. Aannemelijker is het echter dat hij een neef van hem was.
Van de Velde werd geboren in Rotterdam of Delft. Hij ging in de leer bij Jacob Matham in Haarlem en werd daar in 1614 lid van het plaatselijke Sint-Lucasgilde. Hij vervaardigde onder meer portretten, maar verwierf vooral faam als tekenaar en etser van landschappen. Zijn werk beïnvloedde andere meesters in het genre, onder wie Rembrandt.
Vanaf 1636 was hij werkzaam in Enkhuizen, waar hij op 4 november 1641 werd begraven.